# かごしま錦江湾サマーナイト大花火大会
かごしま錦江湾サマーナイト大花火大会（かごしまきんこうわんサマーナイトだいはなびたいかい）は、桜島に面した鹿児島港本港区で毎年8月中旬か下旬の土曜日に開催される、鹿児島市主催の花火大会である。

## 概要
九州最大級の花火大会。花火の打ち上げの様子はラジオ（フレンズFMとFMさつませんだいの2局合同、南日本放送）で生中継される。2008年はNHKの大河ドラマ『篤姫』にちなんだ花火が打ち上げられた。納涼観光船が運行され海上から花火を見ることができる。
1998年から鹿児島市が計画を進め、2000年に南日本放送・南日本新聞などの協力により第1回が開催された。2003年は同年4月に鹿児島市の南国花火製造所で発生した爆発事故の影響で中止した。
2010年の「第10回記念大会」より、「旧鹿児島本港北埠頭ターミナル（3F屋外スペース）」と「旧高速船トッピー発着場（現・奄美海運船舶休息用岸壁及び大型帆船専用岸壁）」を利用した2種類の「有料観覧席」が設置された。
2015年は、桜島の噴火警戒レベルが4に引き上げられたことにより安全確保が困難なため中止となった。

## 交通
当日は会場周辺は水族館、南埠頭を中心に交通規制がされる。またJR鹿児島中央駅 - 大会会場間に有料のシャトルバスが運行するほか、臨時便が運行される。またJRは通常の列車は増結され、これとは別に臨時便が運行される。

## 放送体制
南日本放送（MBCラジオ）が単独で、また、鹿児島シティエフエム（フレンズFM）・FMさつませんだいが2局合同で大会の様子や交通情報を伝える。2011年の第11回大会以降ではMBCがUstreamを用いて生放送を実施し、中継を収録したものが「てゲてゲ」の放送を休止する形で特別番組として近日放送された。